# Spend Spend Spend
Spend Spend Spend est une comédie musicale basée sur un livret et des musiques de Steve Brown (en).
La première a eu lieu en 1998 et a remporté le prix de la meilleure comédie musicale de l'année. Depuis elle a remporté de nombreux prix.
Le spectacle a fait l'objet d'une tournée au Royaume-Uni entre septembre et novembre 2010.

## Synopsis
En 1961, une femme du Yorkshire gagne £152,319 dans un pari sportif. Quand un journaliste lui demande ce qu'elle compte faire de cet argent, elle lui répond « Spend Spend Spend » (« dépenser, dépenser, dépenser »).

## Distribution
- Barbara Dickson
- Steven Houghton
- Rachel Leskovac

## Récompenses et nominations
- Laurence Olivier Award de la meilleure comédie musicale (nommée)
- Laurence Olivier Award de la meilleure actrice dans une comédie musicale (prix pour Barbara Dickson)
- Laurence Olivier Award du meilleur directeur (nommé)
- Laurence Olivier Award de la meilleure chorégraphie (nommé)
- Laurence Olivier Award des meilleurs décors (nommé)
- Evening Standard Award de la meilleure comédie musicale (prix)
- The Critics Circle Award de la meilleure comédie musicale (prix)